# Elmo Lincoln
Elmo Lincoln (Rochester, Indiana, 6 de fevereiro de 1889 - Los Angeles, Califórnia, 27 de junho de 1952) foi um ator de cinema estadunidense, da era do cinema mudo. Ele atuou em 80 filmes, entre 1913 e 1952.
O ator se tornou mais conhecido no cinema mudo por ter sido o primeiro Tarzan do cinema, tendo interpretado esse personagem no filme de 1918, Tarzan of the Apes.

## Biografia
Nascido Otto Elmo Linkenhelt, foi um ex-oficial de paz do Arkansas, e como
Elmo Linkenhelt trabalhou no filme de D.W. Griffith, The Battle at Elderbush Gulch, em 1913. Em uma cena de luta, sua camisa foi parcialmente arrancada, exibindo seu peito poderoso. Griffith notou e admirou-o, mudou seu nome para  Elmo Lincoln e lhe deu papel em vários de seus filmes, inclusive em The Birth of a Nation e Intolerance, sem ser creditado.
O ator se tornou mais conhecido no cinema mudo por ter sido o primeiro ator a interpretar o papel de Tarzan adulto no filme de 1918, Tarzan of the Apes. No mesmo filme, o Tarzan quando criança foi interpretado por Gordon Griffith. O papel de Tarzan seria, originalmente, de Stellan Windrow (posteriormente Winslow Wilson), mas o ator não pode assumir o papel por ter sido chamado à ativa na Marinha dos Estados Unidos, durante a Primeira Guerra Mundial. Como as filmagens já haviam iniciado, Elmo Lincoln foi chamado para o papel principal. Ele voltou a intepretar o papel mais duas vezes, uma no filme The Romance of Tarzan (também de 1918), e outra no seriado de 1921 The Adventures of Tarzan.
Sua última performance no cinema mudo foi o seriado da Rayart Pictures Corporation King of the Jungle, em 1927, e quando terminou a era muda deixou Hollywood e tentou entrar na mineração, no México. No fim dos anos 1930, voltou à indústria cinematográfica, mas só conseguiu trabalhar como extra. Ele trabalhou, sem ser creditado, em dois filmes de Tarzan nos anos 1940 — como um trabalhador de circo em Tarzan's New York Adventure (1942), e como um pescador consertando sua rede em Tarzan's Magic Fountain (1949).
Seu trabalho final também foi um papel breve, não-creditado, em Carrie, estrelado por Laurence Olivier. De acordo com Tarzan of the Movies, por Gabe Essoe, Lincoln era muito orgulhoso do seu trabalho neste filme, assim como era um grande admirador de Olivier.
Lincoln morreu de infarto agudo do miocárdio em 27 de junho de 1952, aos 63 anos, e foi enterrado no Hollywood Forever Cemetery. Por sua contribuição para o mundo cinematográfico, ele tem uma estrela na Calçada da Fama, no 7042 Hollywood Boulevard.
Em 2001, sua filha Marci'a Lincoln Rudolph contou sua história no livro My Father, Elmo Lincoln: The Original Tarzan (ISBN 1-58690-000-5).

## Filmografia parcial

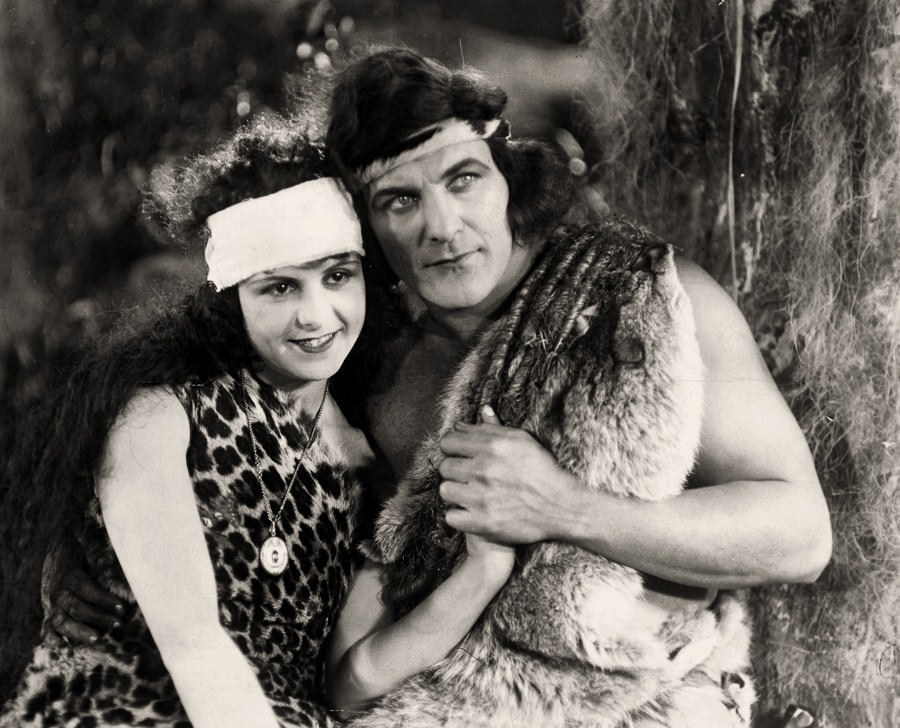
Elmo Lincoln e Enid Markey em cena de The Romance of Tarzan, em 1918.

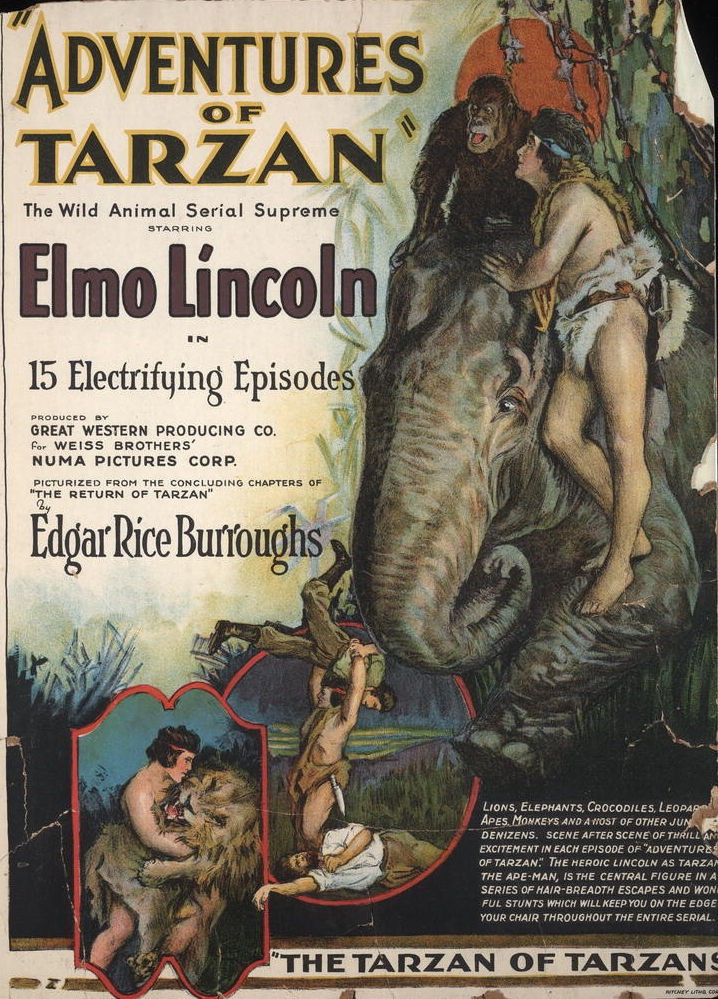
Cartaz do seriado The Adventures of Tarzan, de 1921.

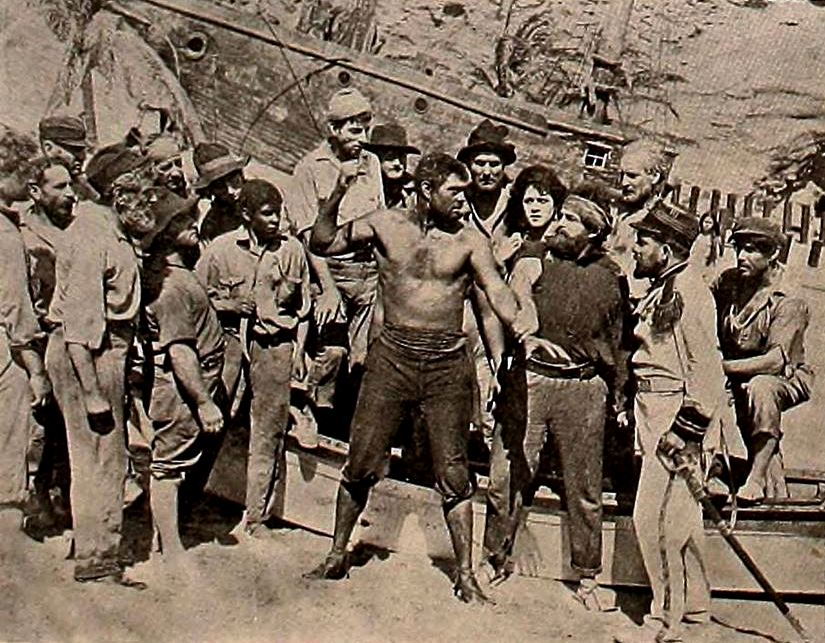
Elmo Lincoln em Under Crimson Skies, de 1920.

- 1913: The Battle at Elderbush Gulch
- 1913: Judith of Bethulia
- 1914: Brute Force
- 1915: Buckshot John
- 1915: Birth of a Nation
- 1915: The Slave Girl
- 1916: The Fatal Glass of Beer
- 1916: Intolerance
- 1916: Hoodoo Ann
- 1917: Aladdin and the Wonderful Lamp
- 1917: The Bad Boy
- 1918: Tarzan of the Apes
- 1918: The Kaiser, the Beast of Berlin
- 1918: The Romance of Tarzan
- 1918: Treasure Island
- 1918: The Greatest Thing in Life
- 1919: The Fall of Babylon (re-editado de Intolerance)
- 1919: Elmo the Mighty
- 1920: The Flaming Disc
- 1921: Elmo the Fearless
- 1921: The Adventures of Tarzan
- 1922: Quincy Adams Sawyer
- 1927: King of the Jungle
- 1939: Union Pacific
- 1939: The Hunchback of Notre Dame
- 1939: Colorado Sunset
- 1939: Wyoming Outlaw
- 1942: Tarzan's New York Adventure
- 1942: Reap the Wild Wind (não-creditado)
- 1944: The Story of Dr. Wassell
- 1944: When the Lights Go on Again
- 1945: The Man Who Walked Alone
- 1945: The Return of the Durango Kid
- 1946: Badman's Territory
- 1947: Rolling Home
- 1947: A Double Life
- 1948: Tap Roots
- 1949: Tarzan's Magic Fountain
- 1951: Hollywood Story
- 1952: Carrie